# Mustnaasu laid
Mustnaasu laid ist eine unbewohnte Insel, 270 Meter von der größten estnischen Insel Saaremaa entfernt. Die Insel liegt in der Landgemeinde Saaremaa im Kreis Saare. Sie liegt im Kahtla-Kübassaare hoiuala.
Mustnaasu laid ist 130 Meter lang und 80 Meter breit.